# Казагранде (Болоња)
Казагранде (итал. Casagrande) је насеље у Италији у округу Болоња, региону Емилија-Ромања.
Према процени из 2011. у насељу је живело 407 становника. Насеље се налази на надморској висини од 123 м.